# Morales, Cauca
Morales är en ort i Colombia.   Den ligger i departementet Cauca, i den västra delen av landet, 300 km sydväst om huvudstaden Bogotá. Morales ligger 1 677 meter över havet och antalet invånare är 29 617.
Terrängen runt Morales är kuperad åt nordväst, men åt sydost är den platt. Runt Morales är det ganska tätbefolkat, med 111 invånare per kvadratkilometer. Morales är det största samhället i trakten. I omgivningarna runt Morales växer i huvudsak städsegrön lövskog.